# Jacob Friedrich Hamburger
Jacob Friedrich Hamburger (* 13. März 1768 in Frankfurt am Main; † 20. Juli 1850 ebenda) war ein deutscher Posamentierer und Politiker.
Hamburger war mit Anna Dorothea geborene Heß verheiratet. Der gemeinsame Sohn Johann Conrad Hamburger (holländisiert zu Johan Coenraad Hamburger) wurde als Maler, Lithograf und Fotograf bekannt. Er lebte als Posamentiermeister in der Freien Stadt Frankfurt. Dort war er auch politisch aktiv und war 1822 bis 1823 Mitglied des Gesetzgebenden Körpers der Freien Stadt Frankfurt.